# Pseudorichardia interrupta
Pseudorichardia interrupta är en tvåvingeart som beskrevs av Mario Bezzi 1928. Pseudorichardia interrupta ingår i släktet Pseudorichardia och familjen bredmunsflugor.
Artens utbredningsområde är Fiji. Inga underarter finns listade i Catalogue of Life.